# HD 126614 Ab
HD 126614 Ab, o simplemente HD 126614 b, (también conocido como HIP 70623 b) es un planeta extrasolar que orbita la estrella de tipo K HD 126614 A, localizado aproximadamente a 236 años luz, en la constelación de Virgo. Este planeta tiene al menos un 40% de la masa de Júpiter y tarda 3,25 años en completar su periodo orbital, con un semieje mayor de 2,28 UA. Fue descubierto el 13 de noviembre de 2009 usando el Telescopio Keck, junto con otros 5 planetas.